# 行田団地
行田団地（ぎょうだだんち）は千葉県船橋市行田にある団地である。当時の住宅公団によって造成され、1976年3月に運営が始まった。賃貸住宅が1496戸、分譲住宅が240戸。また、団地には18の店舗が付属している。団地を囲む巨大な円形（直径約800メートル）の道路区画は海軍無線電信所船橋送信所の名残である。

## 所在地
- 千葉県船橋市行田3-2

## 周辺施設
- 西船橋駅、塚田駅
- 中山競馬場
- 行田公園
- 税務大学校東京研修所
- 船橋市立行田中学校、船橋市立行田東小学校、船橋市立行田西小学校、船橋市立法典西小学校、船橋市立塚田小学校

## 交通
- JR総武本線西船橋駅下車、京成バス「Fs01」「Fs02」「Fs03」「Fs04」「Fs05」のいずれかで行田団地下車、徒歩約2分程度。
- 西船橋駅下車、京成トランジットバス「西船21」団地入口下車、徒歩約5分
- 船橋法典駅からもバスが運行されていた。